# Selaginella smithiorum
Selaginella smithiorum är en mosslummerväxtart som beskrevs av Valdespino. Selaginella smithiorum ingår i släktet mosslumrar, och familjen mosslummerväxter. Inga underarter finns listade i Catalogue of Life.